# واکسن هموفیلوس آنفلوانزا

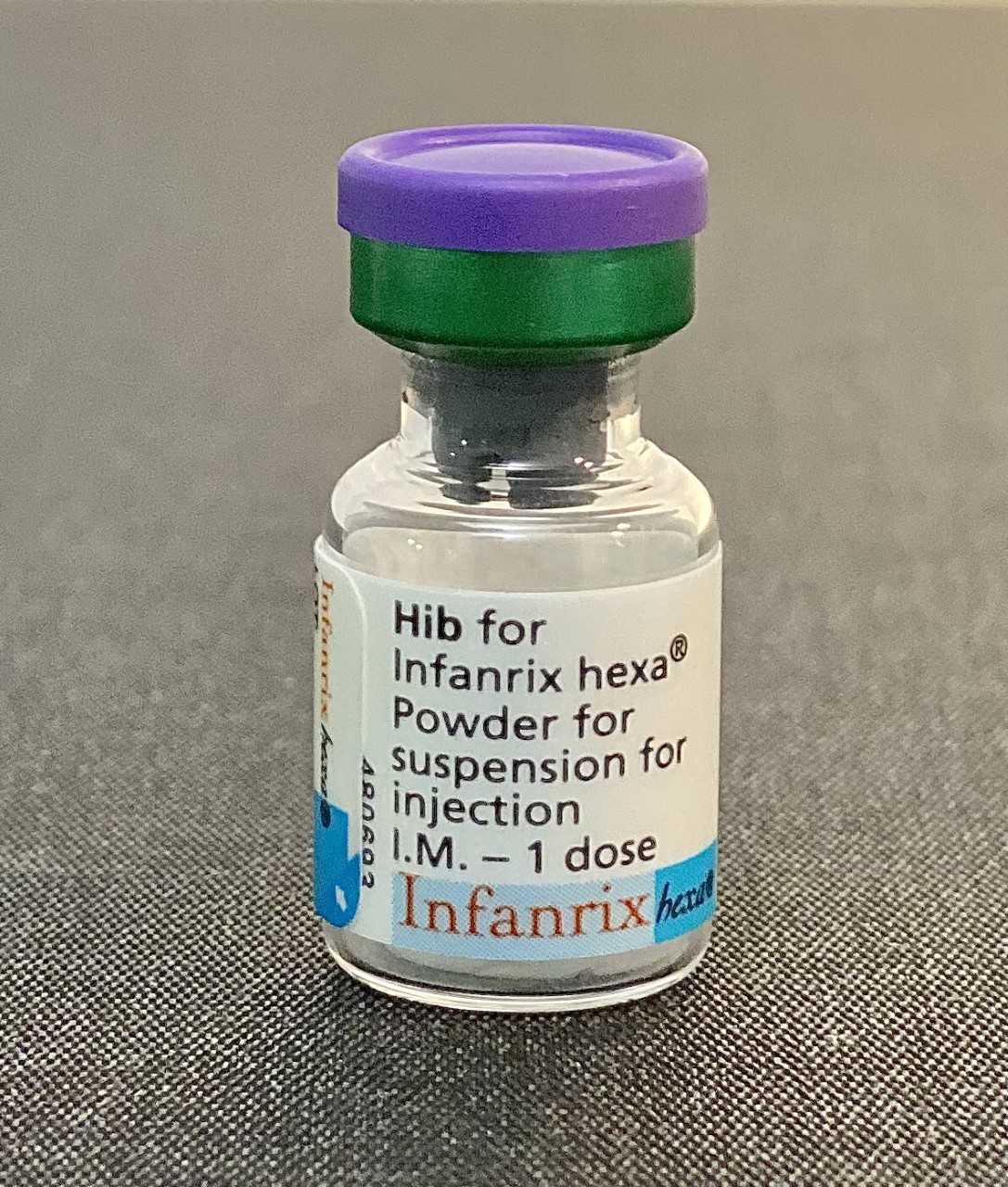
اینفانریکس هگزا، برای واکسیناسیون اولیه و تقویتی نوزادان و کودکان نوپا در برابر دیفتری، کزاز، سیاه سرفه، هپاتیت نوع B، فلج اطفال و بیماری‌های ناشی از هموفیلوس آنفلوآنزا نوع B، توصیه شده است.

واکسن هموفیلوس آنفلوانزا نوعB، یک واکسن مورد استفاده برای پیشگیری از عفونت هموفیلوس آنفلوانزا نوع ب (Hib) است. در کشورهایی که آن را به عنوان یک واکسن متداول بکار می‌برند، نرخ عفونت شدید Hib بیش از ۹۰ درصد کاهش یافته‌است؛ از این رو این واکسن منجر به یک کاهش در نرخ مننژیت، ذات الریه و اپیگلوتیت شده‌است.

## تاریخچه و انواع
واکسن هموفیلوس آنفلوانزا به صورت تنها، در ترکیب با واکسن دیفتری/کزاز/سیاه سرفه و در ترکیب با واکسن هپاتیت B، و غیره وجود دارد. همه واکسن‌های هیموفیلوس آنفلوانزا که در حال حاضر در حال استفاده هستند از نوع واکسن مزدوج می‌باشند. اولین واکسن هموفیلوس آنفلوانزا در سال ۱۹۷۷ ارائه شد و در دهه ۱۹۹۰ با فرمولی مؤثرتر جایگزین گردید. از ۲۰۱۳، ۱۸۴ کشور آن را در برنامه واکسیناسیون معمول خود جای داده‌اند. این واکسن در فهرست داروهای ضروری سازمان جهانی بهداشت قرار دارد، که عبارت است از مهم‌ترین داروهای لازم در یک نظام سلامت پایه.

## مصرف
این واکسن هم توسط سازمان بهداشت جهانی و هم توسط مرکز کنترل و پیشگیری از بیماری آمریکا توصیه شده‌است. دو یا سه دوز از این واکسن باید قبل از شش ماهگی تجویز شود. در ایالات متحده دوز چهارم بین ۱۲ تا ۱۵ ماهگی توصیه می‌شود. اولین دوز حدود سن شش هفتگی توصیه می‌شود، و فاصله بین دوزها باید حداقل چهار هفته باشد. اگر تنها دو دوز استفاده شود، یک دوز دیگر از آن در دوره‌های بعدی زندگی توصیه می‌شود. این واکسن با تزریق عضلانی زده می‌شود. قیمت عمده فروشی یک واکسن پنج ظرفیتی که شامل Hib می‌باشد ۱۵٫۴۰ دلار در هر دوز می‌باشد (نرخ سال ۲۰۱۴). در ایالات متحده هزینه آن حدود ۲۵ تا ۵۰ دلار در هر دوز تمام می‌شود.

## عوارض جانبی
عوارض جانبی شدید نادر است. حدود ۲۰ تا ۲۵ درصد از افراد دچار درد در محل تزریق می‌شوند در حالی که حدود ۲٪ ممکن است دچار تب شوند. ارتباط روشنی با واکنش‌های آلرژیک شدید وجود ندارد.